# Horní Smrčné
Horní Smrčné település Csehországban, a Třebíči járásban. Horní Smrčné Kamenice, Brtnice, Radošov és Chlum településekkel határos. Lakosainak száma 54 fő (2024. január 1.).

## Népesség
A település lakosságának változását az alábbi diagram mutatja:
| Lakosok száma | 68   | 68   | 93   | 84   | 68   | 51   | 49   | 54   | 54   | 54   |
|               | 1869 | 1890 | 1921 | 1950 | 1980 | 2001 | 2017 | 2019 | 2022 | 2024 |